# 碧南市警察
碧南市警察（へきなんしけいさつ）はかつて愛知県碧南市に存在した自治体警察である。

## 概要
従来の愛知県警察部が解体され、警察部に属していた旧大浜警察署に代わって、1948年（昭和23年）3月7日に、自治体警察として大浜、新川、棚尾3町域を一括管轄する碧南組合警察が発足した。
1948年（昭和23年）4月5日の町村合併で、碧南組合警察に旧旭村が管轄区域に加わり碧南市警察が発足した。
1954年（昭和29年）7月に新警察法が公布された。これにより国家地方警察と自治体警察は姿を消し、新たに都道府県警察として愛知県警察本部が発足。碧南市警察も愛知県警察に統合。国家地方警察碧海地区警察署の管轄地の一部を含めたかたちで、愛知県警察傘下の警察署として碧南警察署が発足した。

### 警察署
- 碧南市警察署